# Dabesma (Manni)
Pour les articles homonymes, voir Dabesma.
Dabesma est une commune rurale située dans le département de Manni de la province de la Gnagna dans la région de l'Est au Burkina Faso.

## Géographie
Dabesma est situé à 6 km au Sud-Est de Mopienga. C'est une commune agropastorale à centres d'habitations dispersés.

## Santé et éducation
Le centre de soins le plus proche de Dabesma est le centre de santé et de promotion sociale (CSPS) de Mopienga.